# Harold Buddery
Harold Buddery (6 tháng 10 năm 1889 – 23 tháng 8 năm 1962) là một cầu thủ bóng đá người Anh thi đấu cho Portsmouth tại Football League và từng đá cho Doncaster Rovers, Southend United và Rotherham Town.
Sinh ra ở Sheffield ông thi đấu cho nhiều đội bóng ở Yorkshire với tư cách khách mời trong Thế chiến thứ nhất bao gồm Barnsley, Bradford Park Avenue, Huddersfield Town và Sheffield United.